# روزنامه افغانستان
روزنامه افغانستان در سال۱۳۸۵ خورشیدی ۲۰۰۶ میلادی توسط دکتر حسین یاسا بنیان‌گذاری شد. این روزنامه در اواخر سال ۱۳۹۵ به صاحب امتیازی محمد رضا هویدا و مدیرمسولی محمد هدایت نشر می‌شود.
این روزنامه جزء اولین روزنامه‌هایی در افغانستان بود که با بی‌طرفی کامل از جناح‌بندی‌های سیاسی کشور، تمرکز اصلی خود را به اطلاع‌رسانی و آگاهی دهی معطوف داشت و همین گونه بسیاری از موضوعات از جمله پوشش موضوعات ورزشی، تفریحی و … را نیز در رسانه‌های افغانستان وارد ساخت. این روزنامه در ۸ – ۱۰ صفحه به اندازه A۲ با صفحات اول و آخر رنگی و صحفات میانی تک رنگ نشر می‌شود. دفتر مرکزی روزنامه افغانستان در کابل موقعیت دارد و در ولایات بزرگ افغانستان و شماری از شهرهای دیگر نیز توزیع می‌شود. روزنامه افغانستان یکی از نشریات زیرمجموعه «گروه روزنامه‌های افغانستان» است که در کنار روزنامه انگلیسی زبان «آوتلوک افغانستان» از روزنامه‌های پرتیراژ چاپ کابل به‌شمار می‌آیند. مدیر مسئول این روزنامه محمد هدایت و سردبیر آن حفیظ الله ذکی است.  از ویزگی های این روزنامه آن است که نویسندگان و پژوهشگرانی خارج از افغانستان مقالاتی در ان چاپ میکنند و به نوعی یک هم اندیشیه بین المللی را به نمایش میگذارد .

## تاریخچه روزنامه افغانستان
روزنامه افغانستان، که به دو زبان فارسی‌دری و پشتو منتشر می‌شود، جزء روزنامه‌های عمده و پرتیراژ چاپ کابل است که بعد از سقوط طالبان میلادی با امکانات محدود آغاز به کار کرد. فعالیت این روزنامه عمدتاً در زمینه‌های پوشش خبری داخلی و خارجی و تحلیل رویدادهای روز است و محتوای صفحات آن را موضوعاتی در حوزه‌های سیاست، اجتماع، فرهنگ، اقتصاد، ورزش و هنر تشکیل می‌دهد.
به گفته مسئولان روزنامه افغانستان، این روزنامه از معدود روزنامه‌های این کشور است که با چاپ اعلانات تجارتی به خودکفایی مالی دست یافته و از منابع درآمد خود تأمین می‌شود.
قابل یاد آوری است که فعالیت این روزنامه پس از شکست حکومت جمهوری اسلامی افغانستان به حالت تعویق درآمده و از ۲۴ اسد تا کنون هیچ مقاله ای به نشر نرسانده است. 

## اهداف و سیاست‌ها
روزنامه افغانستان نگاه نقادانه به سیاست افغانستان و اوضاع جاری در این کشور دارد. به گفته مسئولان روزنامه، خط مشی اصلی روزنامه افغانستان را اصلاحگری در جامعه در مسیر گسترش ارزش‌هایی چون حقوق بشر، حقوق زنان و ارزش‌های مدنی و دموکراتیک تشکیل می‌دهد. روزنامه افغانستان در رابطه با فساد گسترده و دستگاه‌های آلوده به فساد و همچنین سیاست افغانستان که به دلیل ضعف حاکمیت قانون در معرض آسیب‌های ناشی از عدم تبعیت از قانون قرار دارد، اغلب رویکرد منتقدانه‌ای را دنبال کرده‌است.
مسئولان روزنامه افغانستان می‌گویند، "این روزنامه به هدف انتقال آزاد، شفاف و بی‌طرفانه اطلاعات و ارتقای سطح آگاهی و دانش اجتماعی-سیاسی شهروندان، تقویت حاکمیت ملی افغانستان، گسترش ارزش‌های دموکراتیک، فرهنگ مدنی و حقوق بشر و با رعایت قانون اساسی و احترام به حاکمیت نظام دموکراتیک و ارزش‌های ملی افغانستان فعالیت می‌کند.

## نشریات دیگر از سوی این گروه
روزنامه "The Daily Outlook Afghanistan" که به زبان انگلیسی نشر می‌شود، دیگر نشریه‌ای است که از سوی "گروه روزنامه‌های افغانستان" منتشر می‌شود. این گروه که از سوی حسین معرفت اداره می شود، همچنان ناشر هفته نامه‌های  سیمای خرد و جاده ابریشم است. روزنامه افغانستان یکی از اولین روزنامه انگلیسی است که جایگاه خود را در میان مطبوعات افغانستان تثبیت کرده و مخاطبان فراوانی اعم از نهادهای خارجی در افغانستان و هم نهادهای داخلی و مردم پیدا کرده‌است.

## گروه روزنامه‌های افغانستان
«گروه روزنامه‌های افغانستان» شامل روزنامه افغانستان به دو زبان فارسی‌دری و پشتو و روزنامه The Daily Outlook Afghanistan به زبان انگلیسی می‌شود.
بنیانگذار «گروه روزنامه‌های افغانستان» دکتر حسین یاسا از اعضای جبهه ملی (یکی از احزاب اپوزیسیون دولت افغانستان)، و یکی از فعالان رسانه‌ای افغانستان است. به گفته مسئولان این روزنامه‌ها، «گروه روزنامه‌های افغانستان» به عنوان یک مجموعه رسانه‌ای مستقل فعالیت می‌کند و به جریان سیاسی خاصی وابستگی ندارد.

## نشر آنلاین
روزنامه افغانستان از اولین "روزنامه‌های افغانستان است که به صورت الکترونیک" نیز قابل دسترس است. صفحه اینترنتی این روزنامه، یکی از فعال‌ترین روزنامه‌های آنلاین در افغانستان است و نسخهPDF این نشریه همه روزه در سایت روزنامه قابل دسترس است.

## جنجال‌ها
افغانستان از جمله کشورهایی است که کار کار خبرنگاری در آن همواره با مشکلات و چالش‌های جدی مواجه است. همه رسانه‌ها تقریباً از مشکلات مشابهی رنج می‌برند.

## تیراژ
به گفته‌ای مسوولان روزنامه افغانستان، این روزنامه همه روزه با تیراژ ۴۸۰۰ چاپ گردیده که بیشتر آن در کابل پایتخت و تعداد اندکی نیز در ولایات بزرگ افغانستان توزیع می‌شود.